# Cteniscus pyelechus
Cteniscus pyelechus är en stekelart som först beskrevs av Mason 1955.  Cteniscus pyelechus ingår i släktet Cteniscus och familjen brokparasitsteklar. Inga underarter finns listade i Catalogue of Life.